# 阪九フェリー
阪九フェリー株式会社（はんきゅうフェリー、英: Hankyu ferry Co., Ltd.）は、福岡県北九州市門司区新門司北に本社を置く海運会社。阪神地区と北九州を結ぶフェリー航路を運航し、日本初の長距離カーフェリー事業者でもある。関光汽船を中心とした「SHKライングループ」に属し、新日本海フェリー・関釜フェリーと共にSHKライングループの中核をなす。みどり会の会員企業でもあり、三和グループに属している。

## 沿革
1964年の内航海運業法・内航海運組合法の成立、名神高速道路開業に伴う長距離トラック輸送の増加、荷役作業員の人件費上昇や人手不足といった海運業界への逆風の中で、関光海運（現在の関光汽船）の社長入谷豊州は「海のバイパス」構想としてフェリー・RO-RO船・コンテナ船のいずれかによる海上輸送の近代化を検討、荷役費が経営を圧迫していた事もありトラックを丸ごと積み込む事で荷役費を大幅に削減できるフェリーを選択し、同年11月に同社に「長距離フェリー研究部」を設置。
当時はカーフェリーによる長距離航路の前例がなく周囲から不安視されていたが、採算性を検証すべく陸運局や国鉄の輸送量データに加え神戸市須磨浦公園と関門トンネル出口付近でトラック通過数の実地調査を行い需要予測を立てたところ、実地調査では予想を上回るトラックの通過数を確認し事業化を決断した。
1968年に営業を開始し、当初は自社のトラックで車両甲板の空きを減らしながらその後第二船「第六阪九」の就航で一日一便体制を確立。次第にトラックの利用も増加したことで、就航から半年で黒字を達成した。1973年（昭和48年）には名門カーフェリーと大洋フェリー（両社は1984年（昭和59年）に合併、現在の名門大洋フェリーとなる）がほぼ並行する航路を開設、現在まで激しい競争を続けている。

### 年表
- 1965年（昭和40年）9月：設立発起人会を開催する。
- 1966年（昭和41年）4月：関光汽船が阪九フェリー株式会社を設立。
- 1967年（昭和42年）4月：神戸 - 小倉間の一般旅客定期航路の事業免許を取得する[4]。
- 1968年（昭和43年）
  - 8月10日：日本初の長距離カーフェリー航路として、神戸（魚崎） - 小倉（日明）航路を開設。第1船「フェリー阪九」が就航[4]。
  - 11月：神戸 - 小倉航路に第2船「第六阪九」が就航。2隻での毎日運航を開始[4]。
- 1969年（昭和44年）6月：関光汽船が、新日本海フェリーと関釜フェリーを相次いで設立。現在の「SHKライン」（Shin-nihonkai・Hankyu・Kanpu）の原型ができあがる。
- 1970年（昭和45年）
  - 9月：神戸 - 小倉航路に第3船「フェリーせと」が就航[4]。
  - 11月：神戸 - 小倉航路に第4船「フェリーはりま」が就航。1日2便の運航となる[4]。
- 1972年（昭和47年）
  - 9月：神戸 - 小倉航路に第5船「フェリーながと」が就航。
  - 11月：神戸 - 小倉航路に第6船「フェリーあかし」が就航。1日3便の運航となる。
- 1975年（昭和50年）
  - 3月：西日本フェリーから神戸 - 苅田航路事業を譲受、同社の「つくし」は「第十六阪九」、「はかた」は「第十七阪九」にそれぞれ改名。
  - 6月 - 堺泉北フェリー埠頭公社と使用協定書を締結[3]。
- 1976年（昭和51年）
  - 1月：神戸 - 小倉航路に「第二十四阪九」が就航。
  - 3月：「第六阪九」が退役し売却。「フェリー阪九」は予備船となる。
  - 4月：神戸 - 小倉航路に「第三十二阪九」が就航。
- 1977（昭和52年）12月12日 - 泉大津 - 小倉航路の一般旅客定期航路事業免許を取得[3]。
- 1978年（昭和53年）1月23日：泉大津 - 小倉航路を開設し、「第二十四阪九」「第三十二阪九」が就航[3]。

当時は泉大津市内にはまだ高速道路はなく、大阪市内からも遠く離れているため需要を不安視する向きもあった。
- 1979年（昭和54年）2月：神戸 - 苅田航路を休止（1980年（昭和55年）2月廃止）。「第十六阪九」が退役（1983年（昭和58年）3月に日本国外へ売却）。
- 1983年（昭和58年）
  - 3月：中国自動車道が全線開通し、大阪と北九州が高速道路で直結される。フェリーから陸路への移行が進んだため、フェリーの利用率は前年比7%の減少となった。
  - 11月：泉大津 - 小倉航路に「ニューやまと」が就航。「第三十二阪九」を神戸 - 小倉航路に転配。
- 1984年（昭和59年）
  - 1月：泉大津 - 小倉航路に「ニューみやこ」が就航。「第二十四阪九」を神戸 - 小倉航路に転配。
  - 8月：神戸 - 苅田航路に就航していた「第十七阪九」が退役し売却。
- 1988年（昭和63年）
  - 3月：神戸 - 小倉航路に「ニューはりま」が就航。「フェリーはりま」を係船。六甲アイランドに新ターミナル（六甲アイランドフェリーターミナル）が完成し魚崎より移転。
  - 6月：神戸 - 小倉航路に「ニューせと」が就航。「フェリーせと」を係船。本社所在地を下関市より神戸市に移転し、北九州営業所を北九州支社に改称する。

本社があった名残で、所属船の船籍港は現在も神戸となっている。
- 1991年（平成3年）
  - 1月：神戸 - 小倉航路の北九州側の発着地を小倉より新門司に変更。新門司にフェリーターミナル設立。神戸 - 新門司航路に「ニューながと」が就航。「フェリーながと」を係船。
  - 2月：本社機能を新門司に移転。北九州支社を九州本部に、神戸本社を神戸支店に改称する。
  - 3月：神戸 - 新門司航路に「ニューあかし」が就航。「フェリーあかし」を係船。
  - 10月：神戸 - 新門司航路、泉大津 - 新門司航路を、それぞれ1日2便ずつ計4便の運航に改める。
- 1995年（平成7年）
  - 1月17日：阪神・淡路大震災により神戸港六甲アイランド埠頭が倒壊し使用不能になる[5]。このため神戸航路の2便を泉大津発着に変更し[5]、泉大津 - 新門司航路が1日4便の運航となる。
  - 8月1日：六甲アイランド埠頭が仮復旧したため、泉大津 - 新門司航路の1便を神戸 - 新門司航路に復帰[5]。泉大津 - 新門司航路が1日3便の運航となる。
  - 12月：神戸 - 新門司航路に「フェリーせっつ」が就航。「第二十四阪九」を日本国外へ売却。
- 1996年（平成8年）
  - 2月：泉大津 - 新門司航路を1日3便から2便の運航に変更。
  - 3月：神戸 - 新門司航路に「フェリーすおう」が就航。
  - 11月：神戸 - 新門司航路を1日2便、泉大津 - 新門司航路を1日1便の運航に変更。
- 1997年（平成9年）10月：神戸 - 新門司航路を1日1便、泉大津 - 新門司航路を1日2便の運航に変更。
- 2001年（平成13年）12月：泉大津港が新ターミナルに移転する。
- 2003年（平成15年）
  - 3月：泉大津 - 新門司航路に「やまと」が就航。
  - 6月：泉大津 - 新門司航路に「つくし」が就航（旧：西日本フェリー時代の船名が復活）。
- 2005年（平成17年）10月：燃料油価格変動調整金を設定。
- 2007年（平成19年）
  - 4月：シーズン別運賃を設定し、通常期運賃と繁忙期運賃の2本立てとなる。
  - 11月：神戸 - 新門司航路および、泉大津発新門司行きの所要時間変更をするダイヤ改定を実施。所要時間を10分増加させる。
- 2008年（平成20年）6月1日：運航ダイヤ改正及び配船変更。
- 2009年（平成21年）10月1日：泉大津 - 新門司航路を1日2便から1便の運航に変更。
- 2014年（平成26年）
  - 7月31日：新造船一隻の名称が「いずみ」に決定。
  - 11月26日：新造船一隻の名称が「ひびき」に決定。
- 2015年（平成27年）
  - 1月22日：泉大津-新門司航路に「いずみ」が就航。
  - 4月21日：泉大津-新門司航路に「ひびき」が就航。
- 2019年（令和元年）8月2日：新造船一隻の名称が「せっつ」に決定[6]。
- 2020年（令和2年）
  - 1月7日 - 3月9日：神戸港サイドランプ大規模改修に伴い神戸-新門司航路を休航、泉大津-新門司航路に振り替え同航路を1日2往復運航とする[7]。
  - 1月10日：新造船一隻の名称が「やまと」（2代）に決定[8]。
  - 3 月 - 新型コロナウイルスに伴い船内娯楽施設・ステイサービス・ライブ演奏を休止[9]。
  - 3月10日：神戸-新門司航路に「せっつ」が就航[10]。
  - 6月30日：神戸-新門司航路に「やまと（2代）」が就航[8]、「つくし」をドック入り時の予備船とする。
- 2021年（令和3年）
  - 3月22日：予備船「つくし」が引退。
  - 3月31日：会員割引・ポイントサービス「マリンメイトクラブ」終了、翌日より新ポイントサービス「ふねポ」を開始。

## 航路
詳細は公式サイトなどを参照。
| 便数        | 発港                       | 着港                      | 距離   | 使用船舶             |
| ----------- | -------------------------- | ------------------------- | ------ | -------------------- |
| 神戸下り1便 | 神戸港（六甲アイランドFT） | 新門司港（第1ターミナル） | 454 km | 「せっつ」「やまと」 |
| 神戸上り1便 | 新門司港                   | 神戸港                    | 454 km | 「せっつ」「やまと」 |

| 便数          | 発港     | 着港                      | 距離   | 使用船舶             |
| ------------- | -------- | ------------------------- | ------ | -------------------- |
| 泉大津下り1便 | 泉大津港 | 新門司港（第2ターミナル） | 458 km | 「いずみ」「ひびき」 |
| 泉大津上り1便 | 新門司港 | 泉大津港                  | 458 km | 「いずみ」「ひびき」 |

※凡例：FT - フェリーターミナル。
過去の航路
- 神戸港 - 苅田港（1975年 - 1980年 西日本フェリーから承継）[11]

計画のみ
- 神戸港 - 下関港 - 小倉港（設立時）[12]
- 大阪南港 - 博多港（1970年代）[13]

## 船舶
ファンネルマークは上の細い線が「阪」（半）、下の丸を「九」（球）として「阪九」をあらわしている。
現在のカラーリングは、ベージュ地に船体側面の船首・船尾側に水色のライン、前半分を青の1本線・後ろ半分に左舷側から見てコの字型となる二重の青線、中心に青色の「Hankyu Ferry」ロゴがあしらわれており、2002年「やまと」「つくし」就航から用いられている。
便による船舶の割り当ては次の通りである（ドック期間中は例外がある）。
- 泉大津発着便 - 「いずみ」「ひびき」
- 神戸発着便 - 「せっつ」「やまと」

### 運航中の船舶
- いずみ

2014年（平成26年）竣工、2015年（平成27年）1月22日就航。15,897総トン、全長195m、幅29.6m、航海速力23.5ノット。
旅客定員643名。車両積載数：トラック191台・乗用車184台。三菱重工業下関造船所建造。
- ひびき

2014年（平成26年）竣工、2015年（平成27年）4月21日就航。15,897総トン、全長195m、幅29.6m、航海速力23.5ノット。
旅客定員643名。車両積載数：トラック191台・乗用車184台。三菱重工業下関造船所建造。
- せっつ

2020年（令和2年）2月竣工、同年3月10日就航。約1万6,300総トン、全長約195m、幅29.6m、航海速力23.5ノット。
旅客定員663名。車両積載数：トラック277台・乗用車188台。三菱重工業下関造船所建造。
- やまと(2代)[8]

2020年（令和2年）6月竣工・同月30日就航。約1万6,300総トン、全長約195m、幅29.6m、、航海速力23.5ノット。
旅客定員663名。車両積載数：トラック約277台・乗用車約188台。三菱重工業下関造船所建造。

### 過去に就航していた船舶
- フェリー阪九

5,201.8総トン、全長127.7m、航海速力16.8ノット。
旅客定員1,195名。車両積載数：トラック80台・乗用車60台。
1968年（昭和43年）8月10日、小倉-神戸航路に就航。1976年（昭和51年）1月24日をもって退役し予備船に。1986年（昭和61年）、ギリシャへ売却され、「SUN BOAT」→「ARIANE I」→「IERAPETRA」→「RAFFAELLO」→「BRINDISI」→「ATHINA I」と船名や所有者が変わりながら地中海で就航。2007年5月8日、インドで解体。
- 第六阪九

5,011.1総トン、全長127.3m、航海速力16.8ノット。
旅客定員1,195名。車両積載数：トラック80台・乗用車60台。
1968年（昭和43年）11月2日、小倉-神戸航路に就航。1976年（昭和51年）5月16日をもって退役後、関釜フェリーに売却し「フェリー関釜」（2代目）に改名のうえ就航。1984年（昭和59年）8月、阪九フェリーが買い戻して予備船とし「希望丸」に改名。1986年（昭和61年）、ギリシャに売却され解体。
- フェリーせと

6,523.2総トン、全長149.1m、航海速力20.0ノット。
旅客定員1,193名。車両積載数：トラック92台・乗用車120台。
1970年（昭和45年）9月1日、小倉-神戸航路に就航。1988年（昭和63年）6月26日をもって退役後フィリピンへ売却され、Sulpicio Linesの「NASIPIT PRINCESS」として就航。
- フェリーはりま

6,521.1総トン、全長149.1m、航海速力20.0ノット。
旅客定員1,193名。車両積載数：トラック92台・乗用車120台。
1970年（昭和45年）11月19日、小倉-神戸航路に就航。1988年（昭和63年）3月18日をもって退役後フィリピンへ売却され、Sulpicio Linesの「COTABATO PRINCESS」として就航していたが、2009年（平成21年）に退役し解体。
- フェリーながと

7,009.2総トン、全長150.1m、航海速力20.5ノット。
旅客定員1,185名。車両積載数：トラック94台・乗用車120台。
1972年（昭和47年）9月3日、小倉-神戸航路に就航。1991年（平成3年）1月22日をもって退役後ギリシャへ売却され、「GRACE M」→「FELICIA」と船名や所有者が変わりながら地中海で就航。2003年1月23日、トルコで解体。
- フェリーあかし

6,987.0総トン、全長150.1m、航海速力20.5ノット。
旅客定員1,185名。車両積載数：トラック94台・乗用車120台。
1972年（昭和47年）11月20日、小倉-神戸就航に就航。1991年（平成3年）3月19日をもって退役後ギリシャへ売却され、船名を「DAME M」→「SALAMIS STAR」に変更した。のち、モロッコのフェリー会社Comanavの「MARRAKECH EXPRESS」として就航。
- 第十六阪九

5,687.0総トン、全長135.5m、航海速力20.25ノット。
旅客定員770名。車両積載数：トラック84台・乗用車109台。
元・西日本フェリー「つくし」。1975年（昭和50年）4月28日、小倉-神戸航路に就航。1983年（昭和58年）10月16日をもって退役後、大韓民国（韓国）の釜関フェリーに売却し「フェリー釜関」（初代）に改名。1998年11月にギリシャへ売却 され、Hellas Ferriesの「STARTRAILER」として就航したのち、Saos Ferriesの「PANAGIA KRIMNIOTISSA」として就航。
- 第十七阪九[18]

5,748.3総トン、全長135.5m、航海速力20.25ノット。
旅客定員770名。車両積載数：トラック84台・乗用車109台。
元・西日本フェリー「はかた」。1973年（昭和48年）12月に竣工し同月8日、神戸 - 苅田航路に就航。1975年（昭和50年）3月、阪九フェリーが購入し「第十七阪九」に改名。1984年（昭和59年）8月、関釜フェリーに売却され「フェリー関釜」（3代目）に改名。1998年（平成10年）8月に退役後の1999年2月、釜関フェリーが購入し「フェリー釜関」（2代目）に改名され同月5日就航。2005年5月、「ソンヒ」就航に伴い退役後、同年10月「ウンハ」に改名。2004年7月に運休後の2005年、「ウン」に改名。2006年、ギリシャに売却され、Saos Ferries「PANAGIA AGIASOU」として就航。
- 第二十四阪九

6,936.2総トン、全長151.5m、航海速力21.7ノット。
旅客定員：950名。車両積載数：トラック114台・乗用車38台。
1976年（昭和51年）1月24日、新門司-泉大津航路に就航。1995年（平成7年）12月に退役後フィリピンへ売却され、Negros Navigationの「St. Joseph the Worker」として就航。
- 第三十二阪九

6,950.9総トン、全長151.5m、航海速力21.7ノット。
旅客定員：950名。車両積載数：トラック114台・乗用車38台。
1976年（昭和51年）5月16日、新門司-泉大津航路に就航。1996年（平成8年）2月21日をもって退役後、同年3月にフィリピンへ売却され、Negros Navigationの「St. Peter the Apostle」として就航。
- ニューやまと

11,919.0総トン、全長173.0m、航海速力22.5ノット。
旅客定員：760名。車両積載数：トラック166台・乗用車75台。
1983年（昭和58年）10月16日、新門司-泉大津航路に就航。1996年（平成8年）2月21日をもって退役後、同年3月にフィリピンへ売却され、Sulpicio Linesの「PRINCESS OF THE UNIVERSE」として就航。
- ニューみやこ

11,914.0総トン、全長173.0m、航海速力22.5ノット。
旅客定員：760名。車両積載数：トラック166台・乗用車75台。
1984年（昭和59年）1月29日、新門司-泉大津航路に就航。1996年（平成8年）3月15日をもって退役後フィリピンへ売却され、SuperFerryの「SUPERFERRY 12」として就航。
- ニューはりま

12,589.0総トン、全長174.5m、航海速力22.6ノット。
旅客定員：921名。車両積載数：トラック166台・乗用車75台。
1984年（昭和59年）3月18日就航。2003年（平成15年）3月27日をもって退役後フィリピンへ売却され、SuperFerryの「SUPERFERRY 17」として就航。2007年5月、中国と韓国の合弁会社であるHuadong Ferryに売却され「Huadong Pearl III」して黄海航路に就航。2008年5月、スペインに売却ののち、Iscomar「ISABEL DEL MAR」として就航。
- ニューせと

12,589.0総トン、全長174.5m、航海速力22.6ノット。
旅客定員：921名。車両積載数：トラック166台・乗用車75台。
1988年（昭和63年）6月26日就航。2003年（平成15年）6月19日の退役後フィリピンへ売却され、SuperFerryの「SUPERFERRY 18」として就航していた。同社から退役後の消息は不明。
- ニューあかし

1990年（平成2年）7月竣工、1991年（平成3年）3月19日就航。14,988総トン、全長185.5m、幅26.8m、出力32,400馬力（16,200馬力×2基）、航海速力22.9ノット（最大25.4ノット）。
旅客定員895名。車両積載数：トラック180台・乗用車110台。神田造船所（川尻）建造。
船体には『Hankyu Ferry』の文字が青色で描かれている。
- ニューながと

1990年（平成2年）4月竣工、1991年（平成3年）1月22日就航。14,988総トン、全長185.5m、幅26.8m、出力32,400馬力、航海速力22.9ノット（最大25.4ノット）。
旅客定員895名。車両積載数：トラック180台・乗用車110台。神田造船所（川尻）建造。
船体には『Hankyu Ferry』の文字が青色で描かれていた。
1991年（平成3年）1月22日就航。2010年9月30日の退役後韓国へ売却され、SEAWORLD EXPRESS FERRY「STAR Cruise」として木浦 - 済州島航路に就航。「Seastar Cruise」に改名。
- フェリーすおう

1995年（平成7年）7月竣工、1996年（平成8年）3月15日就航。15,188総トン、全長189.0m、幅27.0m、出力32,400馬力、航海速力23.0ノット（最大26.0ノット）。
旅客定員810名。車両積載数：トラック219台・乗用車77台。神田造船所（川尻）建造。
船体には就航当初『We Love KOBE』の文字が黒で描かれていたが、2008年（平成20年）6月より泉大津便に配船変更となったことから他船と同じ『Hankyu Ferry』の文字に変更されている。2015年4月20日退役。「Santa Lucino」として木浦 - 済州島航路に就航。
- フェリーせっつ

1995年（平成7年）4月竣工、同年12月21日就航。15,188総トン、全長189.0m、幅27.0m、出力32,400馬力、航海速力23.0ノット（最大26.0ノット）。
旅客定員810名。車両積載数：トラック219台・乗用車77台。神田造船所（川尻）建造。
船体には就航当初『We Love KOBE』の文字が黒で描かれていたが、2008年（平成20年）6月より泉大津便に配船変更となったことから他船と同じ『Hankyu Ferry』の文字に変更されている。2015年3月15日退役。「Gold Stella」として麗水 - 済州島航路に就航。
- やまと (初代)

2002年（平成14年）4月竣工、2003年（平成15年）3月27日就航。13,353総トン、全長195.0m、幅26.4m、出力27,400馬力、航海速力23.5ノット（最大25.8ノット）。
旅客定員667名。車両積載数：トラック229台・乗用車138台。三菱重工業下関造船所建造。2020年3月9日退役。
- つくし

2002年（平成14年）7月竣工、2003年（平成15年）6月12日就航。13,353総トン、全長195.0m、幅26.4m、出力27,400馬力、航海速力23.5ノット（最大25.8ノット）。せっつ・やまと(2代)の就航後は予備船として用いられ2021年3月引退。
旅客定員667名。車両積載数：トラック229台・乗用車138台。三菱重工業下関造船所建造。

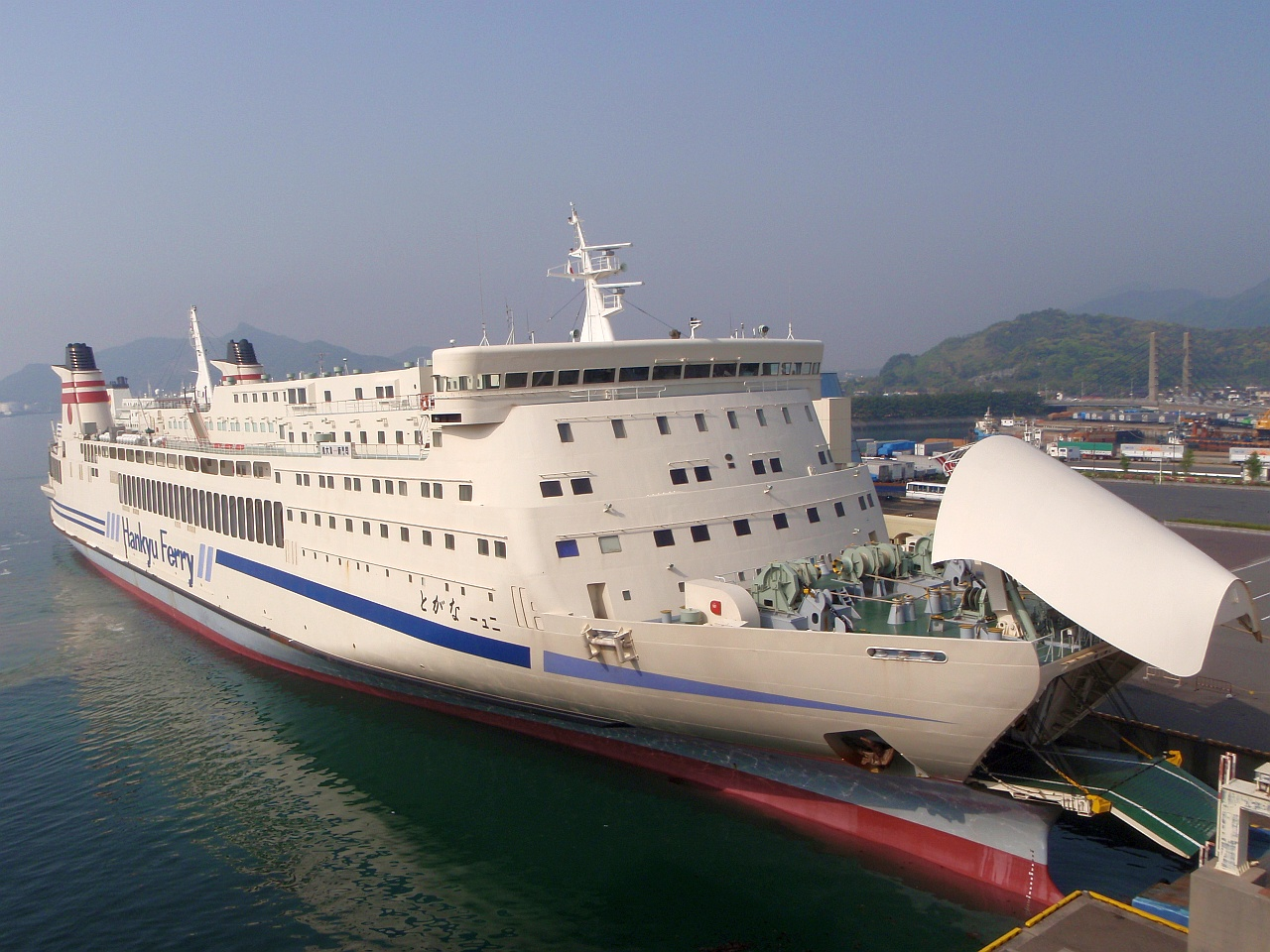
「ニューながと」 - 新門司港
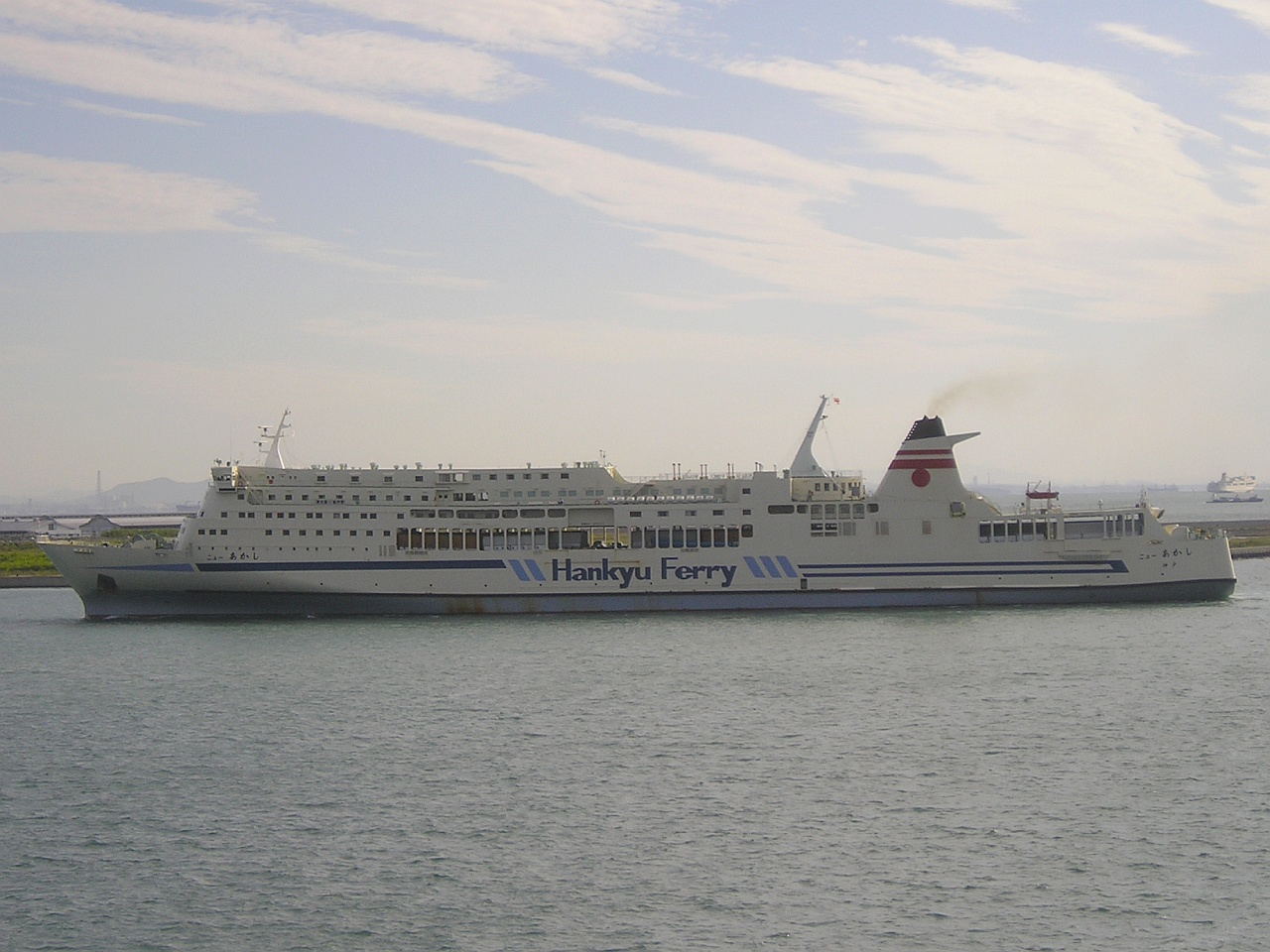
「ニューあかし」 - 新門司港
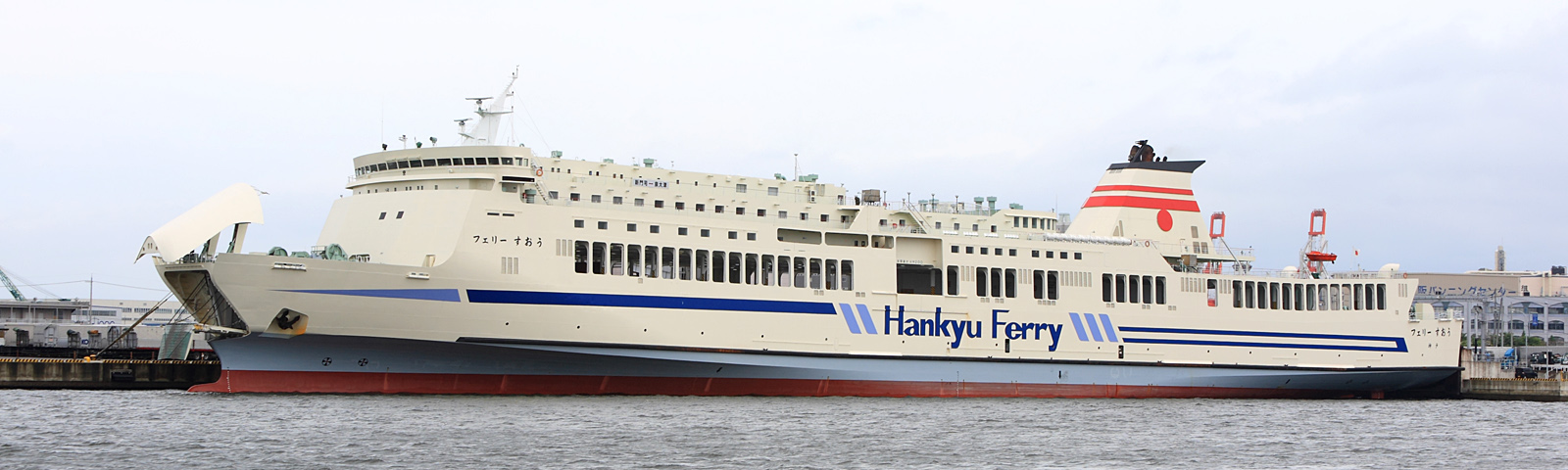
「フェリーすおう」 - 泉大津港
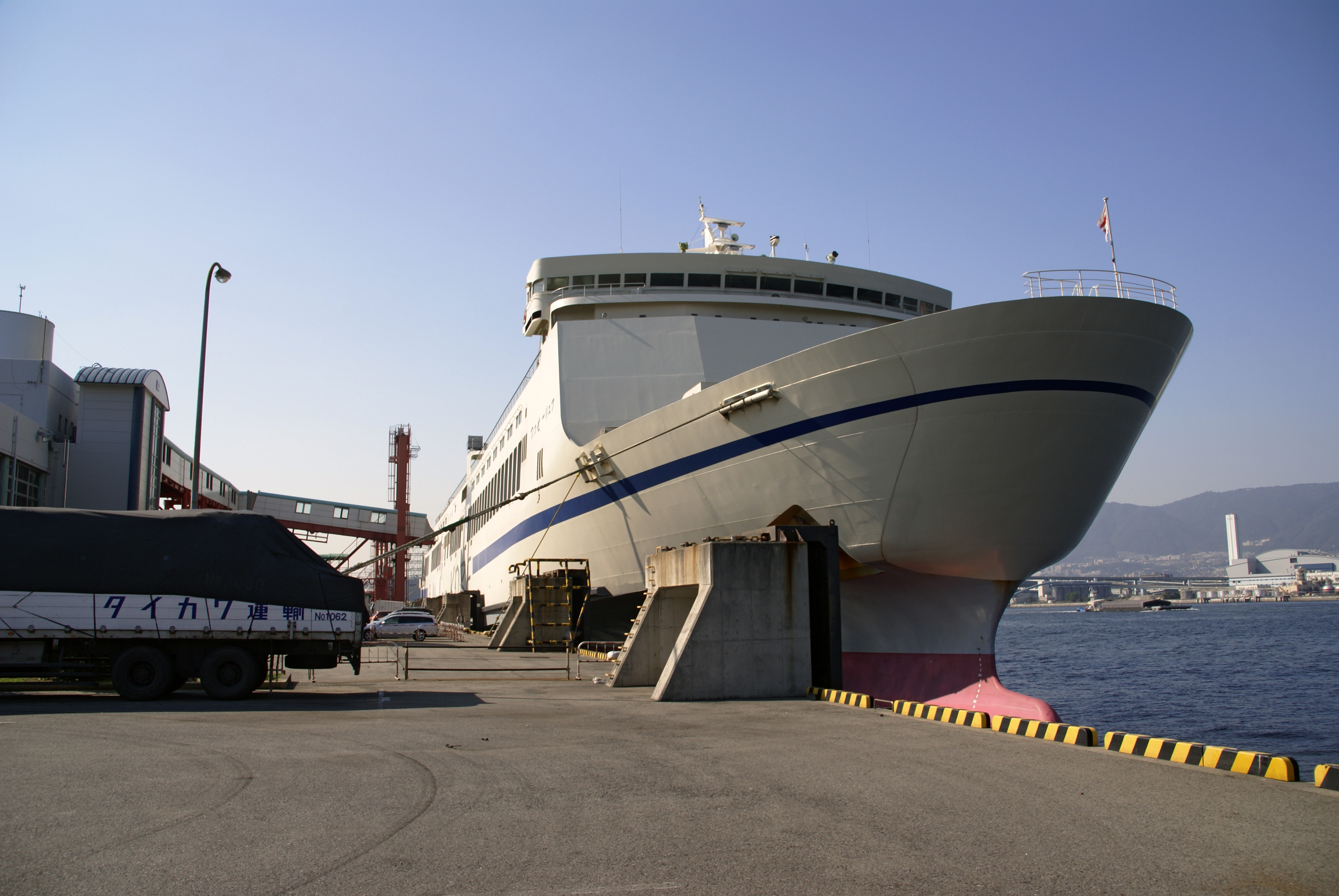
「フェリーせっつ」 - 六甲アイランドフェリーターミナル
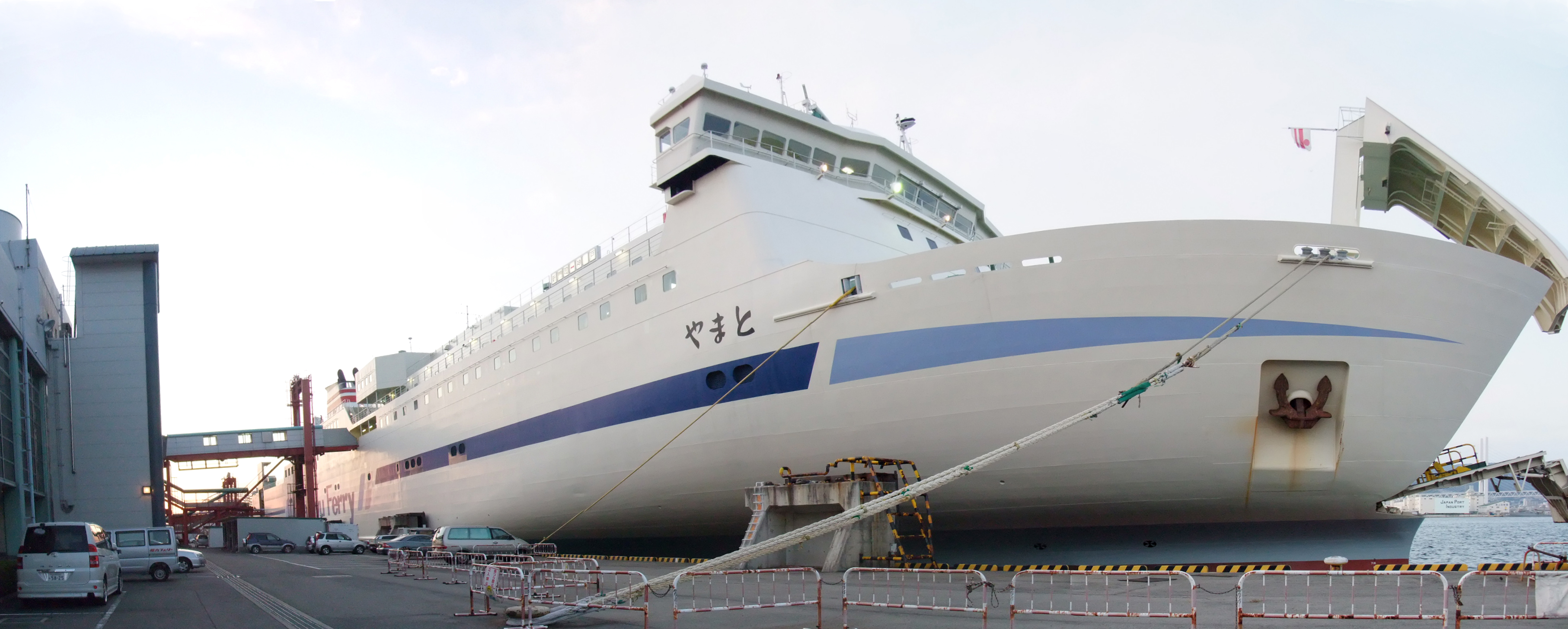
「やまと」(初代) - 六甲アイランドフェリーターミナル

## 船内設備

### 船室

#### いずみ・ひびき
| 船室等級                                 | 定員 | 風呂・トイレ | バリアフリー対応 | テレビ | 洗面台 | コインロッカー | アメニティ | その他                     | 旧称             |
| ---------------------------------------- | ---- | ------------ | ---------------- | ------ | ------ | -------------- | ---------- | -------------------------- | ---------------- |
| ロイヤル                                 | 2人  | ○            | ×                | ○      | ×      | ×              | ○          | プライベートデッキ付       | 新設             |
| スイート                                 | 2人  | ○            | ×                | ○      | ×      | ×              | ○          |                            | 特等洋室         |
| デラックス和                             | 3人  | ×            | ×                | ○      | ○      | ×              | ○          |                            | 1等和室          |
| デラックス和洋                           | 3人  | ×            | ○                | ○      | ○      | ×              | ○          |                            | 1等洋室          |
| デラックスシングル                       | 1人  | ×            | ×                | ○      | ○      | ×              | ○          |                            | 2等指定A         |
| デラックス洋2人部屋                      | 2人  | ×            | ×                | ○      | ○      | ×              | ○          |                            | 2等指定B         |
| デラックス洋4人部屋                      | 4人  | ×            | ×                | ○      | ○      | ×              | ○          |                            | 2等指定B         |
| スタンダードシングル(ドライバーズルーム) | 1人  | ×            | ×                | ○      | ×      | ○              | ×          |                            | 2等指定Bシングル |
| スタンダード洋                           | 16人 | ×            | ×                | ×      | ×      | ○              | ×          |                            | 新設             |
| スタンダード和8人部屋                    | 8人  | ×            | ×                | ×      | ×      | ○              | ×          |                            | 2等              |
| スタンダード和14人部屋                   | 14人 | ×            | ×                | ×      | ×      | ○              | ×          | 雑魚寝・パーテーション付き | 2等              |

アメニティ
- ロイヤル・スイート・デラックス（和洋・和・洋2人部屋） - タオル・使い捨てスリッパ・ハブラシ・ヒゲソリ・石鹸・レディースセット・ヘアブラシ・ティッシュ
- デラックス（シングル・洋4人部屋） - タオル・ハブラシ

備品
- ロイヤル・スイート - 冷蔵庫・空気清浄器・茶器セット・電気ケトル・バスタオル・浴衣・リラックスウェア・ドライヤー・リンスインシャンプー・ボディソープ
- デラックス（和洋・和・洋2人部屋） - 茶器セット・電気ケトル・浴衣
- デラックスシングル - 浴衣・スリッパ
- デラックス（洋4人部屋） - 茶器セット・電気ケトル・浴衣・スリッパ
- スタンダード - 敷きパット・掛け布団・（スタンダード和は枕付き）

#### せっつ・やまと
| 船室等級                                 | 定員 | 風呂・トイレ | バリアフリー対応 | テレビ | 洗面台 | コインロッカー | アメニティ | その他                   |
| ---------------------------------------- | ---- | ------------ | ---------------- | ------ | ------ | -------------- | ---------- | ------------------------ |
| ロイヤル                                 | 2人  | ○            | ×                | ○      | ×      | ×              | ○          | プライベートデッキ付     |
| スイート                                 | 2人  | ○            | ×                | ○      | ×      | ×              | ○          |                          |
| デラックス和                             | 3人  | ×            | ×                | ○      | ○      | ×              | ○          |                          |
| デラックス和洋                           | 3人  | ×            | ○                | ○      | ○      | ×              | ○          |                          |
| デラックスシングル                       | 1人  | ×            | ×                | ○      | ○      | ×              | ○          |                          |
| デラックス洋2人部屋                      | 2人  | ×            | ×                | ○      | ○      | ×              | ○          |                          |
| デラックス洋4人部屋                      | 4人  | ×            | ×                | ○      | ○      | ×              | ○          |                          |
| デラックス洋ウィズペット                 | 4人  | ×            | ×                | ○      | ○      | ×              | ○          | 専用ドッグラン併設       |
| スタンダードシングル(ドライバーズルーム) | 1人  | ×            | ×                | ○      | ×      | ○              | ×          |                          |
| スタンダード洋                           | 16人 | ×            | ×                | ×      | ×      | ○              | ×          |                          |
| スタンダード和14人部屋                   | 14人 | ×            | ×                | ○      | ×      | ○              | ×          | 雑魚寝・パーテーション付 |

アメニティ
- ロイヤル・スイート・デラックス（和洋・和・洋2人部屋） - タオル・使い捨てスリッパ・ハブラシ・ヒゲソリ・石鹸・レディースセット・ヘアブラシ・ティッシュ
- デラックス 洋4人部屋 - タオル・ハブラシ
- デラックス シングル -  タオル・ハブラシ・ティッシュ

備品
- ロイヤル・スイート - 冷蔵庫・空気清浄器・茶器セット・電気ケトル・バスタオル・浴衣・リラックスウェア・ドライヤー・リンスインシャンプー・ボディソープ
- デラックス（和洋・和・洋2人部屋） - 茶器セット・電気ケトル・浴衣
- デラックス（ウィズペットルーム）  -  茶器セット・電気ケトル・浴衣・ペットサークル
- デラックスシングル - 浴衣・スリッパ
- デラックス（洋4人部屋） - 茶器セット・電気ケトル・浴衣・スリッパ
- スタンダード - 敷きパット・掛け布団・枕

### その他の設備など
- 展望浴室（無料の小型ロッカー、ドライヤー有り。夜間閉鎖）
- シャワールーム（個室。夜間も開放）
- 給湯冷水器
- ペットルーム
- 売店（土産などの販売有り）
- ゲームコーナー（夜間も開放）
- マッサージチェア
- キッズルーム
- カラオケルーム
- コインロッカー（有料）
- 囲碁、将棋の貸出

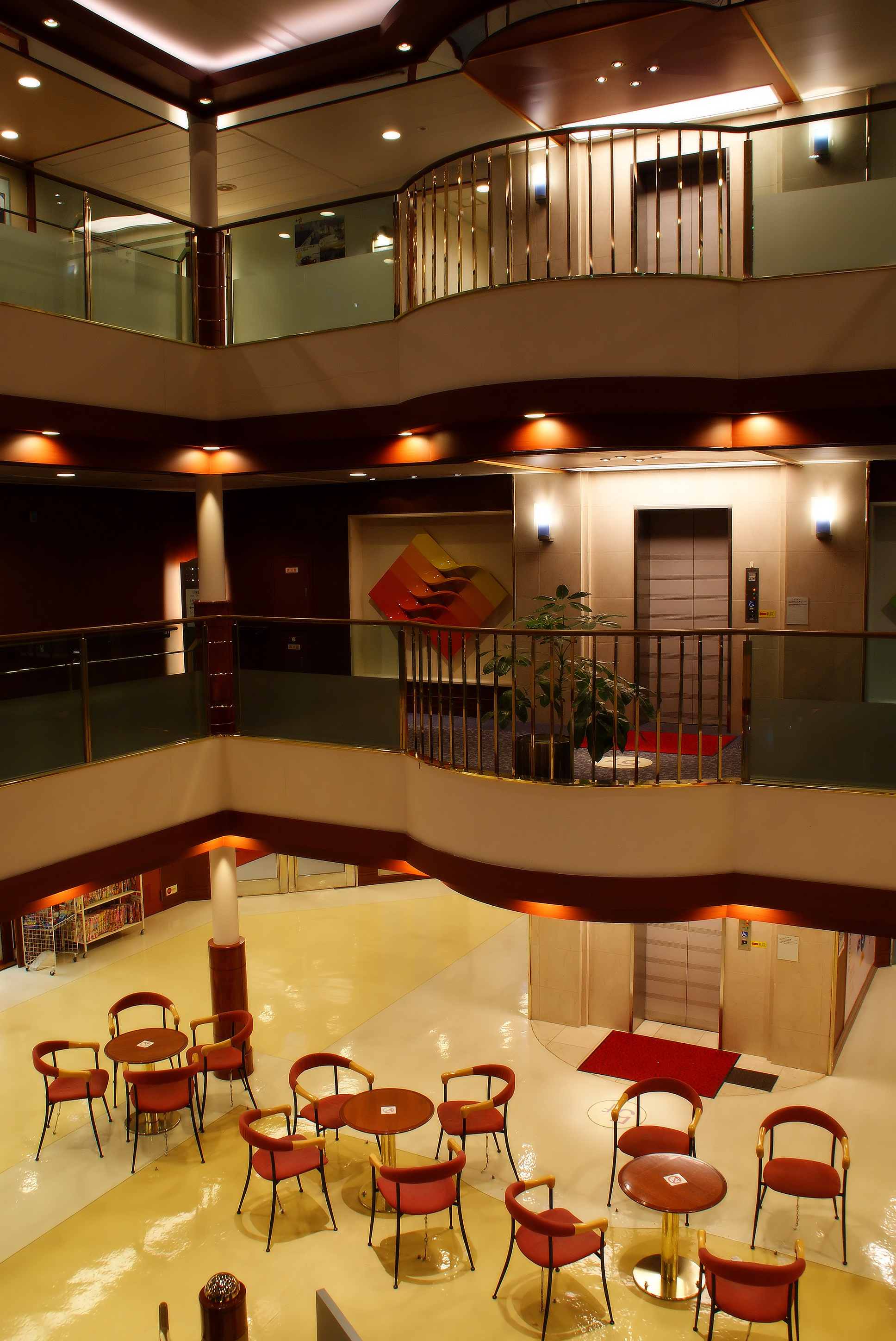
エントランス (T)
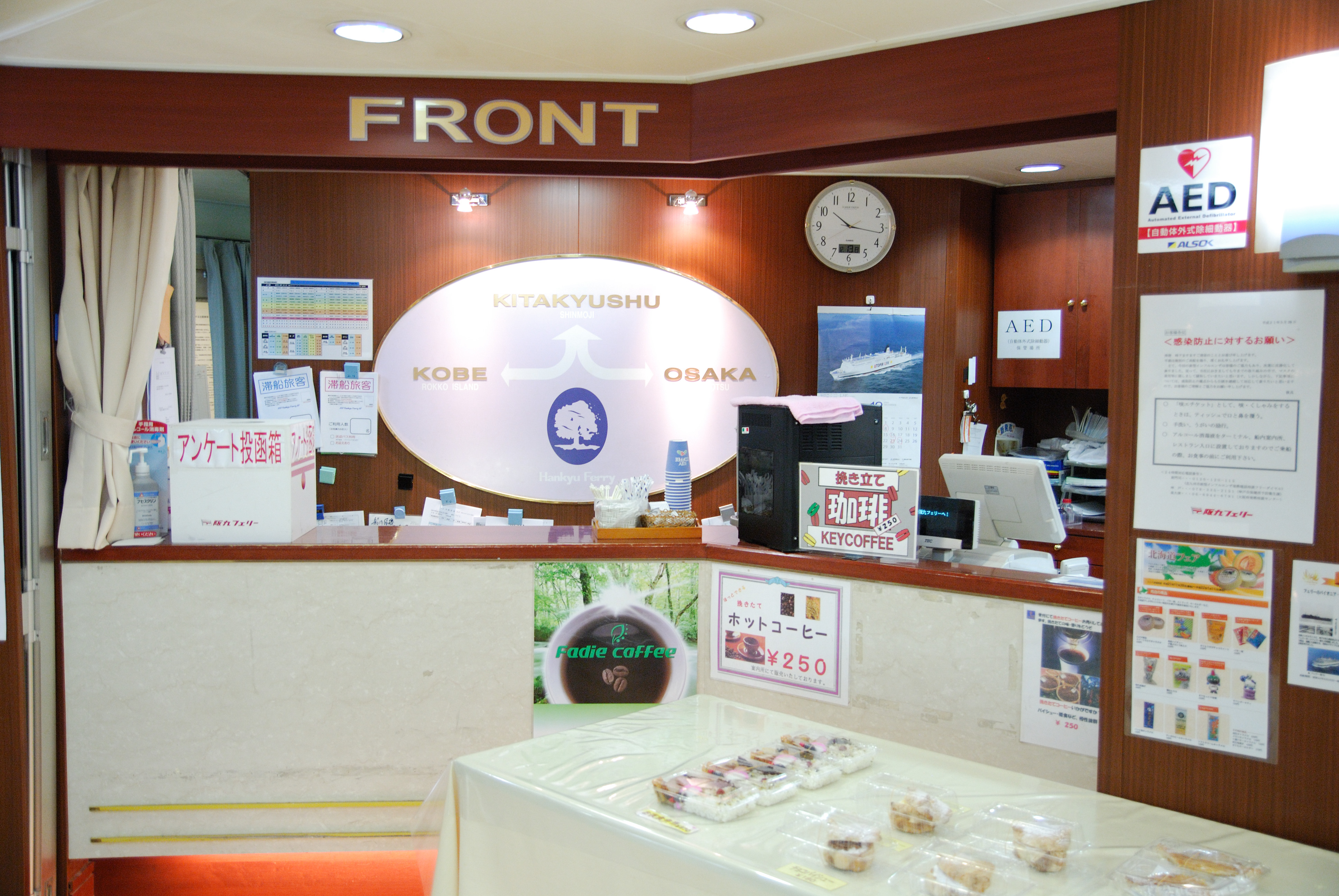
フロント (T)
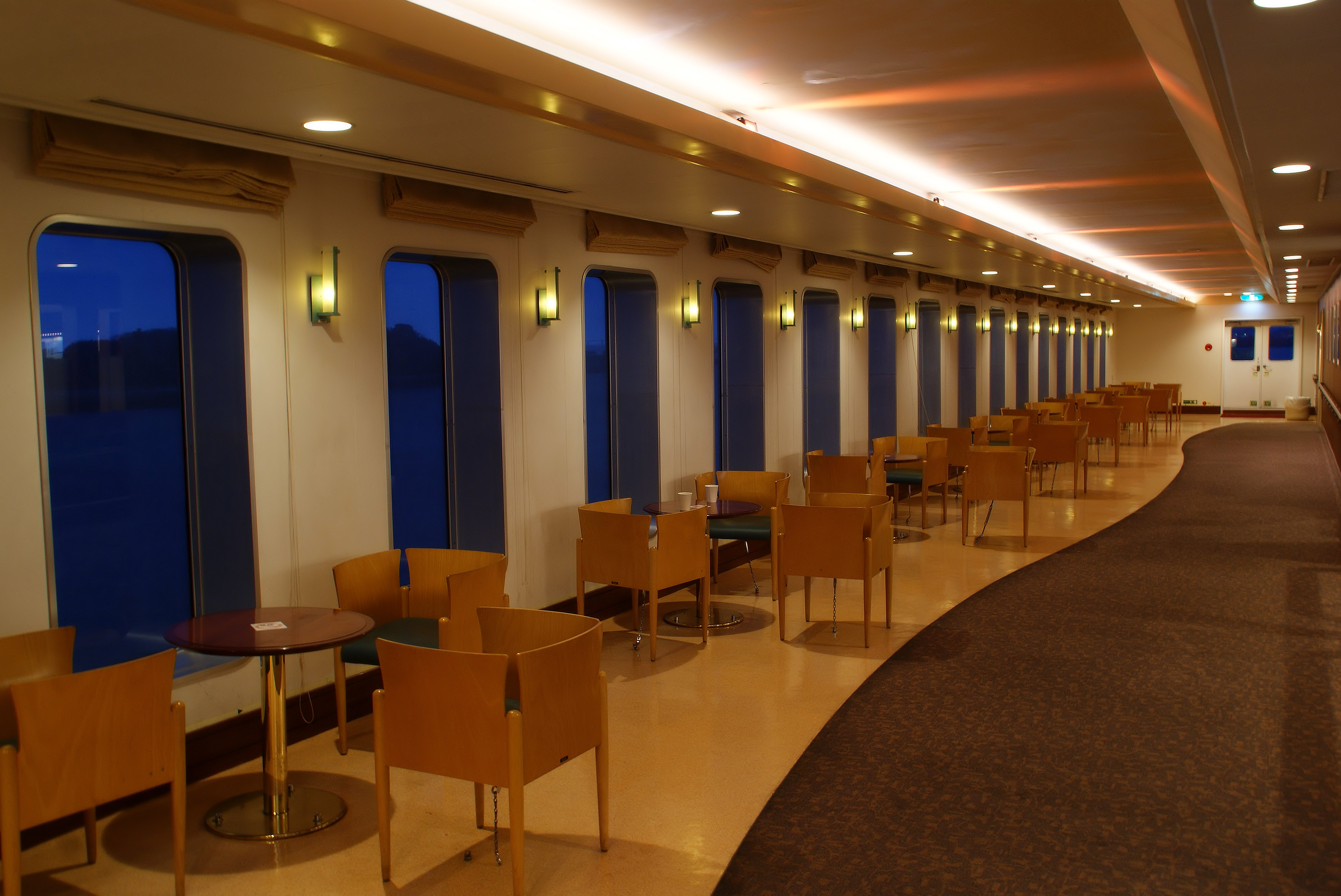
プロムナード (T)
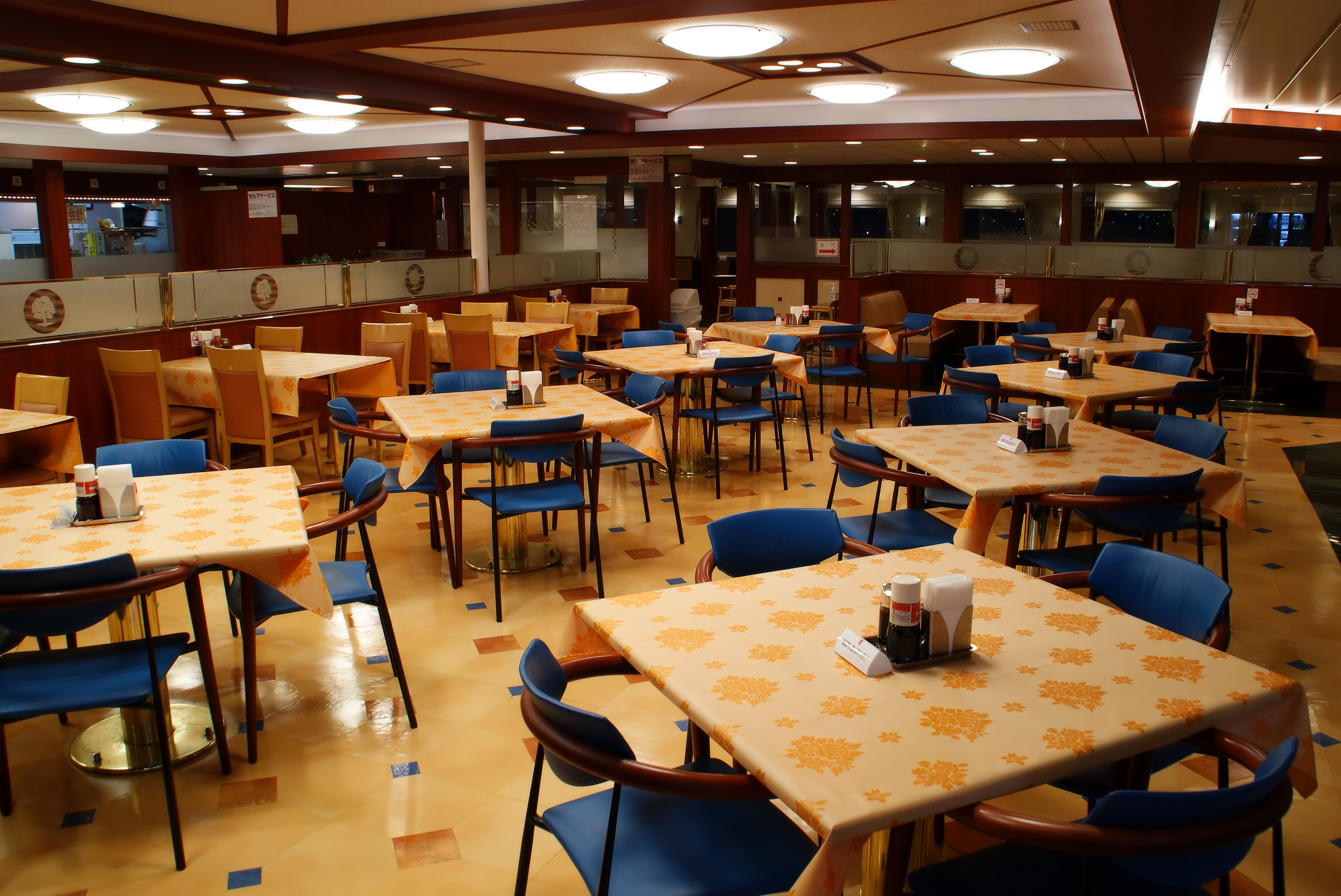
レストラン (T)
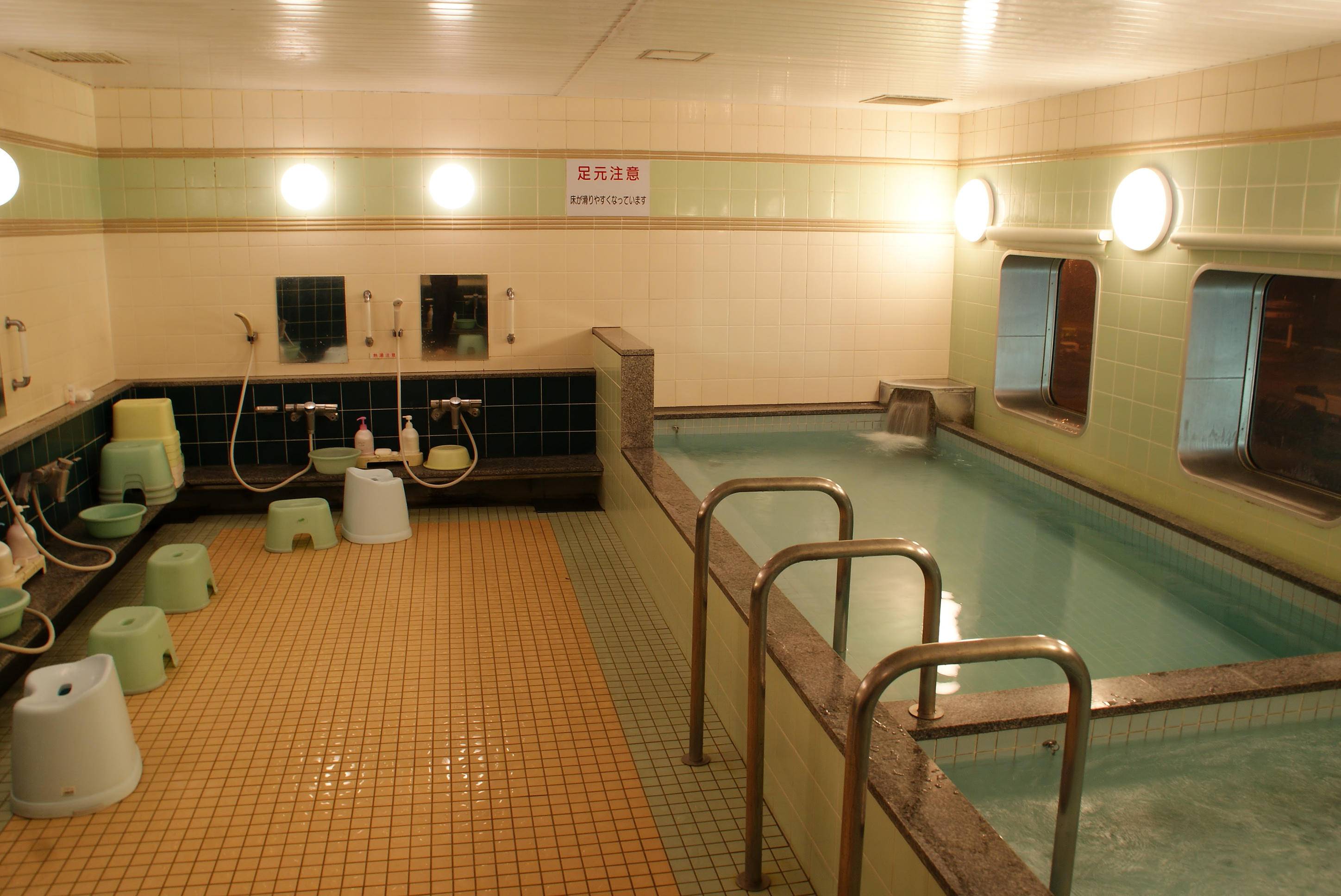
浴室 (T)
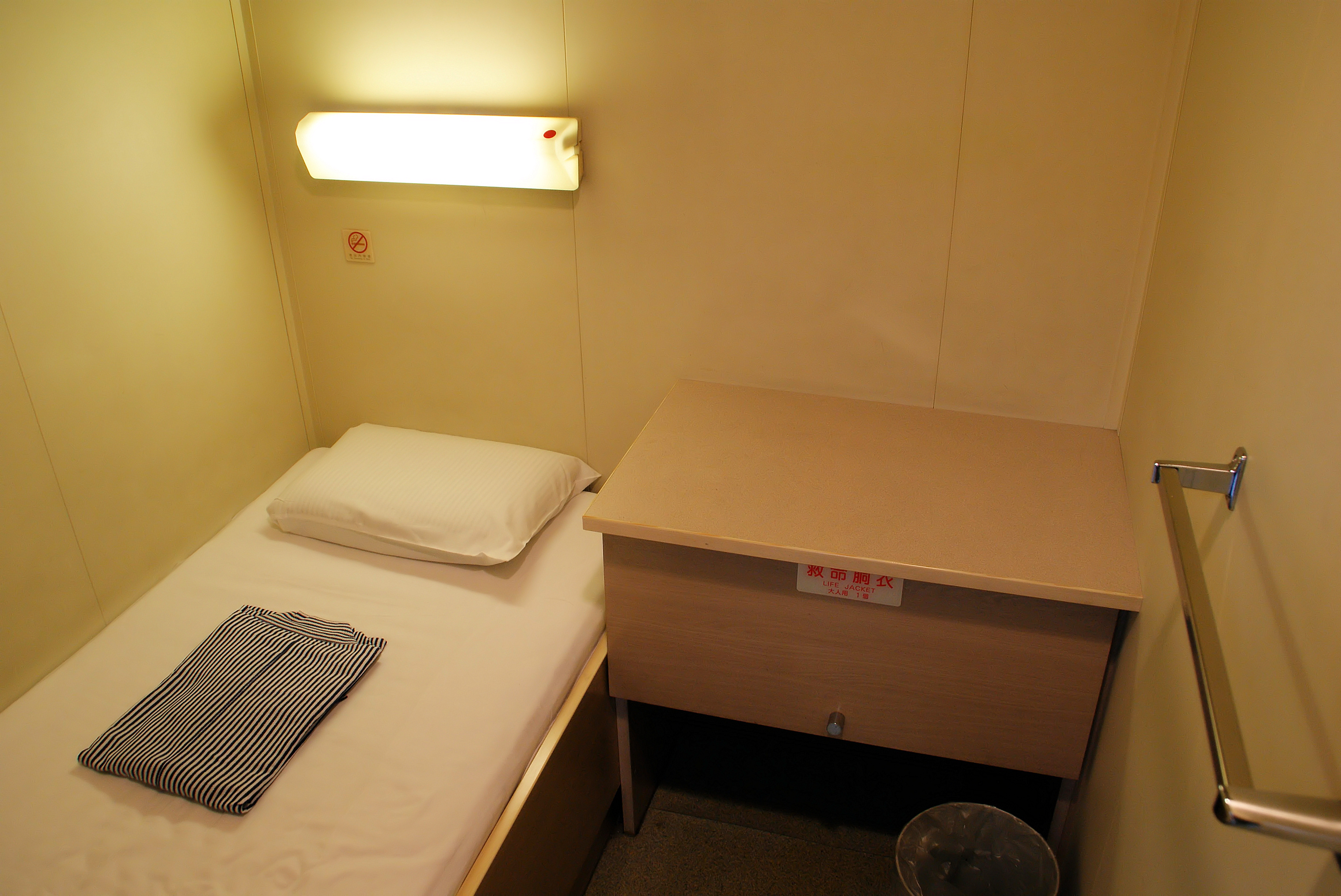
2等指定B（シングル） (T)
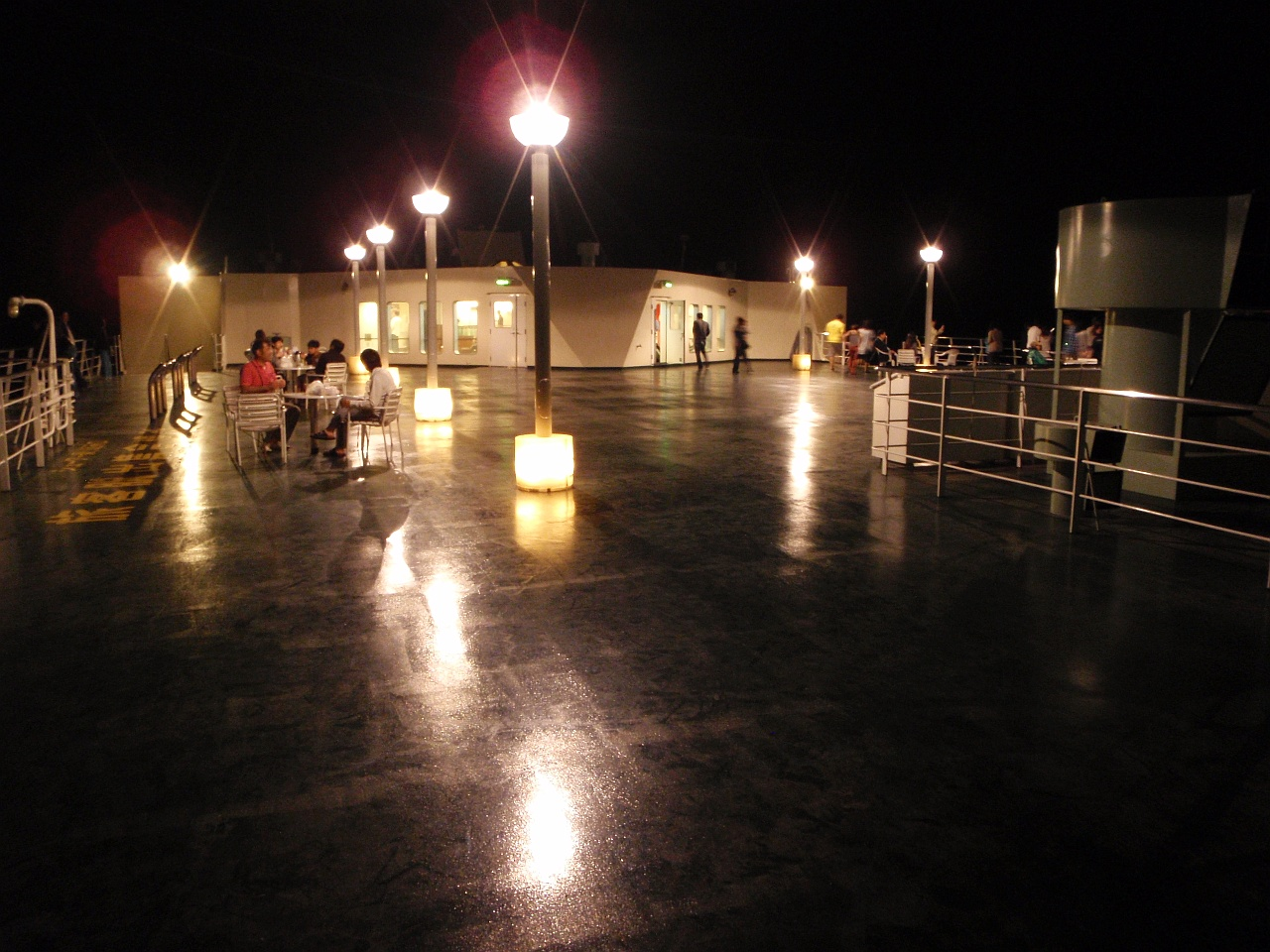
屋外デッキ (T)

※凡例：(T) - 「つくし」

## のりばまでの交通

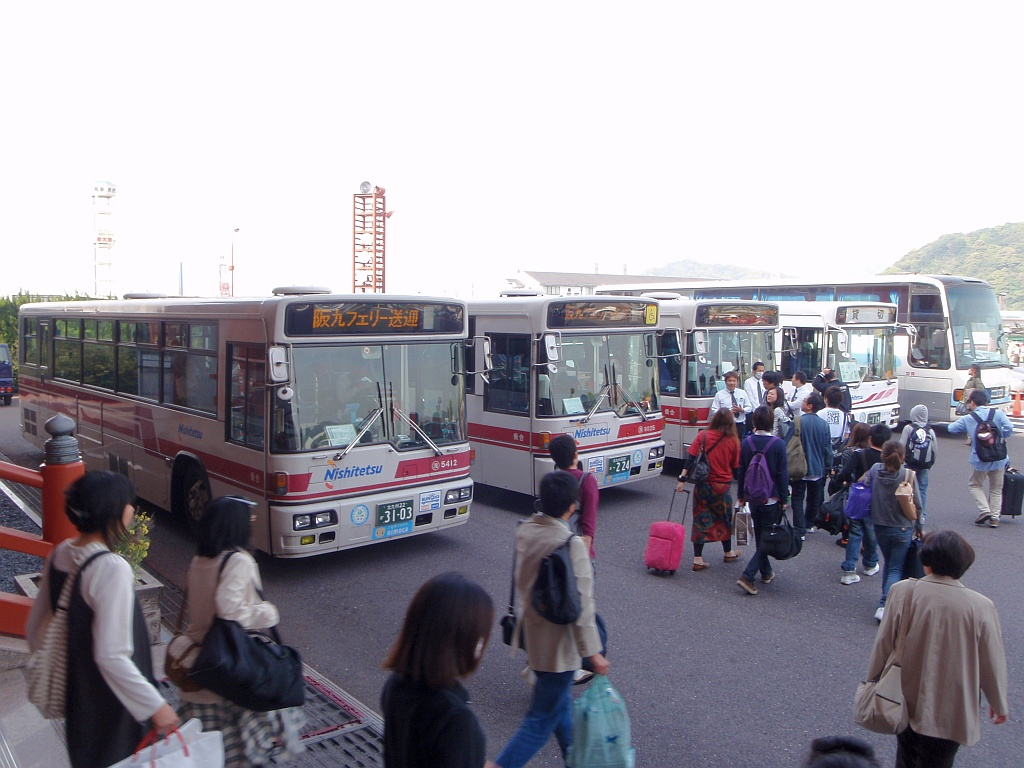
待機中の送迎バス - 新門司港

泉大津港（泉大津港フェリーターミナル）
JR和泉府中駅・南海泉大津駅西口発着の岸和田観光バスの路線バスが運行されている（南海泉大津駅で乗降する場合は無料）。
J-GREEN堺・なんばOCAT発着の岸和田観光バスの路線バスが運行されている。
神戸港（六甲アイランドフェリーターミナル）
阪急神戸線御影駅・阪神御影駅・JR住吉駅・神戸新交通六甲アイランド線（ポートライナー）アイランド北口駅発着の神戸フェリーバスの路線バスが運行されている（アイランド北口駅で乗降する場合は無料）
新門司港
JR小倉駅北口およびJR門司駅南口発着の西鉄バス北九州の無料送迎バスが運行されている。

## その他
- 阪九フェリーおよび、関西側の寄港地である大阪府泉大津市と九州側の寄港地に近い福岡県行橋市・苅田町で災害時応援協定を締結している[19]。
- テレビ番組「あしたをつかめ 平成若者仕事図鑑」（NHK教育、2005年（平成17年）7月25日放送）で、当社に勤務する航海士が採り上げられた[20]。
- 川崎重工業で製造された西日本鉄道の新型車両の輸送に用いられることがある。
- トラックドライバーは300円のレストランで使える船内サービス券がもらえる。※昔は600円の船内サービス券だった。